# 구스타보 차신
구스타보 아돌포 차신 곤살레스(스페인어: Gustavo Adolfo Chacín Gonzalez, 1980년 12월 4일 ~ )는 베네수엘라 공화국 출신의 메이저 리그팀 필라델피아 필리스의 투수이다.
좌투좌타의 투수로, 2004년 토론토 블루제이스에서 뉴욕 양키스를 상대로 데뷔, 그 경기에서 토론토가 6대 3으로 승리해 차신은 승리투수가 되었다.
2007년 샤신은 플로리다의 탬파에서 운전을 하다 경찰에게 붙잡혔는데, 그당시 혈중알콜농도는 .150이었다. 결국 500달러의 벌금을 내고 풀려났다.
2008년 자유계약신분이던 샤신은 12월 메이저 리그팀 워싱턴 내셔널스와 마이너팀 계약을 맺었다.
색맹으로 인해 항상 선글라스를 쓰고 투구하는 것으로 유명하다. 또한 원형탈모증 때문에 머리를 기르지 못한다.